# Maxime Bertrand
Maxime Bertrand foi um ciclista francês que competia no ciclismo de pista. Representou França nos Jogos Olímpicos de Verão de 1900 em Paris, onde terminou em quarto lugar na corrida de 25 quilômetros.